# Schattenkrieger – The Shadow Cabal
Schattenkrieger – The Shadow Cabal (Originaltitel: SAGA – Curse of the Shadow) ist ein US-amerikanischer Fantasyfilm aus dem Jahr 2013. Regie führte John Lyde, der auch für das Drehbuch, die Produktion, den Schnitt und die Kamera zuständig war. In den Hauptrollen sind Danielle Chuchran, Richard McWilliams und Paul D. Hunt zu sehen.

## Handlung
Die elfische Kopfgeldjägerin Nemyt kämpft gegen den Schamanen und Drachenreiter Fangtor Bloodmoon, den sie letztendlich töten kann. Kurz bevor er stirbt, infiziert er sie mit dem Schattenfluch, einem Siegel eines okkulten Ordens. Währenddessen wird der Ork Kullimon von seiner Horde verstoßen. Wenig später erreicht Nemyt eine Stadt, in der sie das Kopfgeld einfordert, dabei wird das Siegel auf ihrem Arm erkannt und sie wird, da man sie als Mitglied des Ordens verdächtigt, eingesperrt. Der Wanderprediger Keltus erreicht die Stadt und, da er der dominanten Religion dient, ist er mit einer gewissen Macht ausgestattet. Er möchte in den Verliesen Gefangene des Schattenordens verhören.
Im Verlies tötete Nemyt einen weiteren Gefangenen. Dieser gehörte dem Schattenorden an und verriet ihr Geheimnisse, bis er den Verdacht bekam, dass es sich bei Nemyt um eine Verräterin handelt, da sie nichts über den Orden wusste. Um den Orden zu besiegen, braucht Keltus die Hilfe der nun gut informierten Nemyt. Außerdem verspricht er ihr, dass er jemand kenne, der das Siegel entfernen könne: Personen mit diesem Siegel sind gesellschaftlich verachtet und verfallen dem Bösen. Auf ihrem Weg stoßen sie auf den gefangen, ehemaligen Orkhäuptling Kullimon, der sich den beiden aus Dank für die Befreiung anschließt.
Sie erreichen eine heilige Statue des Schattenordens, die in der Neumondnacht zu bluten beginnt. Dieses Blut braucht der Schattenorden, um den Todesgott zu beschwören. Außerdem befindet sich in einer Truhe Gold, mit dem ein weiteres Artefakt, der Knochenkelch, gekauft werden soll. In der Nacht wird die Gruppe von Untoten unter der Führung eines golemartigen Geschöpfs angegriffen. Die drei schaffen es, ihre Gegner zu besiegen und setzen ihre Wanderung fort. Sie erreichen den Ort, wo die Übergabe stattfinden soll. Der Knochenkelch befindet sich im Besitz der ehemaligen Ork-Horde von Kullimon. Während des Handels erscheint plötzlich der richtige Gesandte des Schattenordens und deckt die wahre Identität von Nemyt auf. Der Gesandte nimmt den Kelch in seinen Besitz und infiziert außerdem die Ork-Horde und Keltus, der mit Kullimon das Geschehen aus der Ferne beobachtet, mit dem Schattensiegel. Die Orks nehmen Nemyt gefangen. Keltus nimmt die Verfolgung des Gesandten auf, Kullimon will die Elfe aus den Fängen der Orks befreien.
Um den Vorsprung der Horde zu reduzieren, nimmt Kullimon eine Abkürzung über einen See. Dort wird er von drei Meerjungfrauen attackiert, kann seine Widersacher aber in die Flucht schlagen. Gerade rechtzeitig erreicht er das Lager der Orks und kann Nemyt retten. Währenddessen wird Keltus im Kampf gegen den Gesandten tödlich verwundet. Der Gesandte nimmt sich auch den Behälter mit dem Blut und verschwindet. Die Prophetin seines Ordens wendet sich vom im Sterben liegenden Keltus ab, da er sie enttäuscht hat und außerdem das Siegel des Schattenordens trägt. Plötzlich erscheint Tarsa, die Keltus’ Weg schon länger beobachtete, und offenbart sich als Anhängerin einer noch mächtigeren und älteren Gottheit und holt Keltus ins Leben zurück.
Auf dem Weg an den Ort, wo das Ritual durchgeführt werden soll, werden Kullimon und Nemyt von einem Zwerg angegriffen. Kurz bevor der Zwerg Kullimon töten kann, erscheint Keltus, der den Zwerg erschlägt. Zu dritt schaffen sie es dennoch nicht, das Ritual zu verhindern. Allerdings schafft es Keltus, der sich der mächtigen Gottheit angeschlossen hat, den Todesgott zu besiegen. Nemyt, die im Gefecht mit den Angehörigen des Schattenordens gestorben ist, wird von Keltus wieder zum Leben erweckt. Am Ende ziehen die drei weiter.

## Hintergrund
Gedreht wurde der Film im US-Bundesstaat Utah. Der Film wurde direkt für den Filmverleih gedreht und erschien im Juni 2013 in Deutschland als DVD und Blu-ray. Außerdem wurde der Film wiederholt im Fernsehen gezeigt.
Die erste Szene des Films, der Kampf zwischen der Elfe Nemyt und dem Drachenreiter Fangtor, wurde bereits 2012 gedreht und sollte eigentlich als Pilot einer Fernsehserie fungieren. Die Produzenten John Lyde, Jason Faller und Kynan Griffin spielen im Film Orks und weitere Statistenrollen.

## Kritik
„Ein höchst plump am ‚Herr der Ringe‘-Universum orientiertes Fantasy-Abenteuer ohne Ideen, Kreativität und Budget.“

„Die Maske verdient Lob, der Rest: grottig.“

Aufgrund des geringen Budgets, welches von Fans per Crowdfunding mitfinanziert wurde, waren der Filmproduktion Grenzen gesetzt. Dennoch wurden die Kostüme und auch die Stunts bei Kampfszenen gelobt. Auch der Dämon, der als Endgegner fungierte, wurde positiv aufgenommen. Kritisiert wurde der geringe Spannungsbogen.